# Suarius paghmanus
Suarius paghmanus är en insektsart som först beskrevs av Hölzel 1967.  Suarius paghmanus ingår i släktet Suarius och familjen guldögonsländor. Inga underarter finns listade i Catalogue of Life.